# Falkland
Falkland es una pequeña ciudad y ex villa real ubicada en Fife (Escocia) al pie de las colinas Lomond. Su población estimada en 2008 era de 1180 habitantes.
Es especialmente conocida por albergar al palacio Falkland, construido en 1500 por Jacobo IV, probablemente el mejor ejemplo de arquitectura renacentista francesa del Reino Unido. El palacio tuvo por fin acoger a la corte real británica cuando se dirigía a la zona durante sus expediciones de caza.

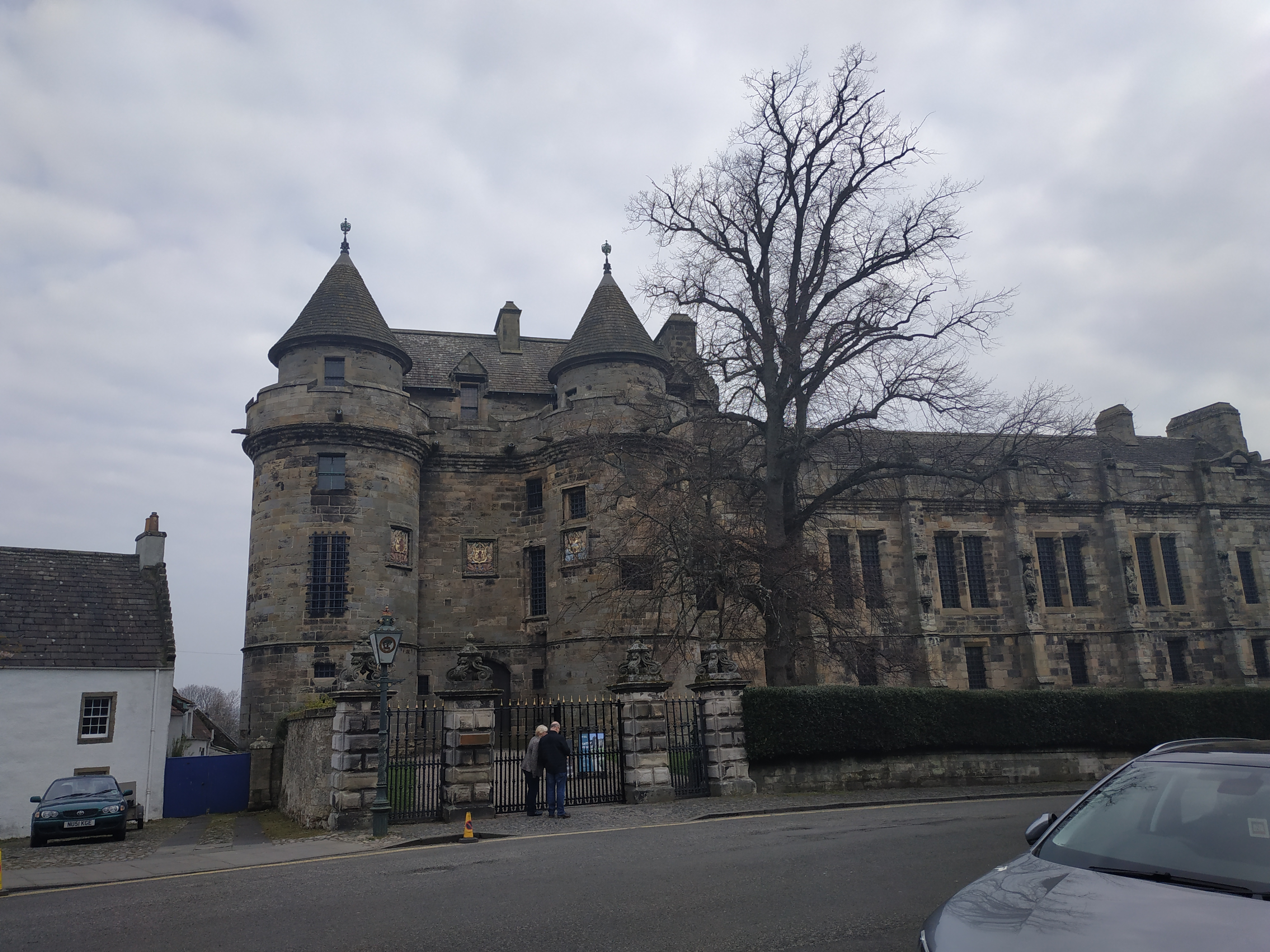
Palacio Falkland, construido en el por Jacobo IV.

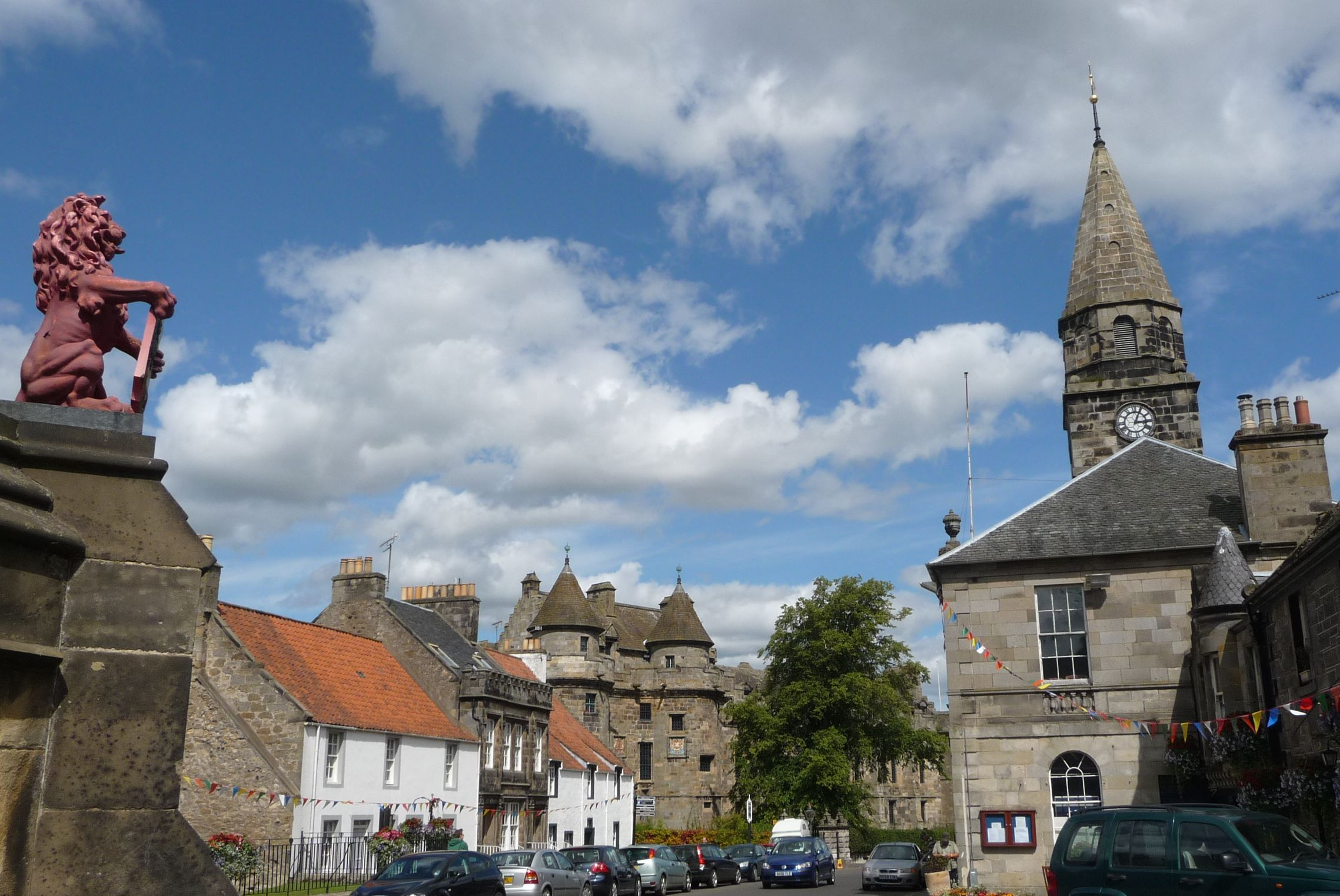
Falkland.

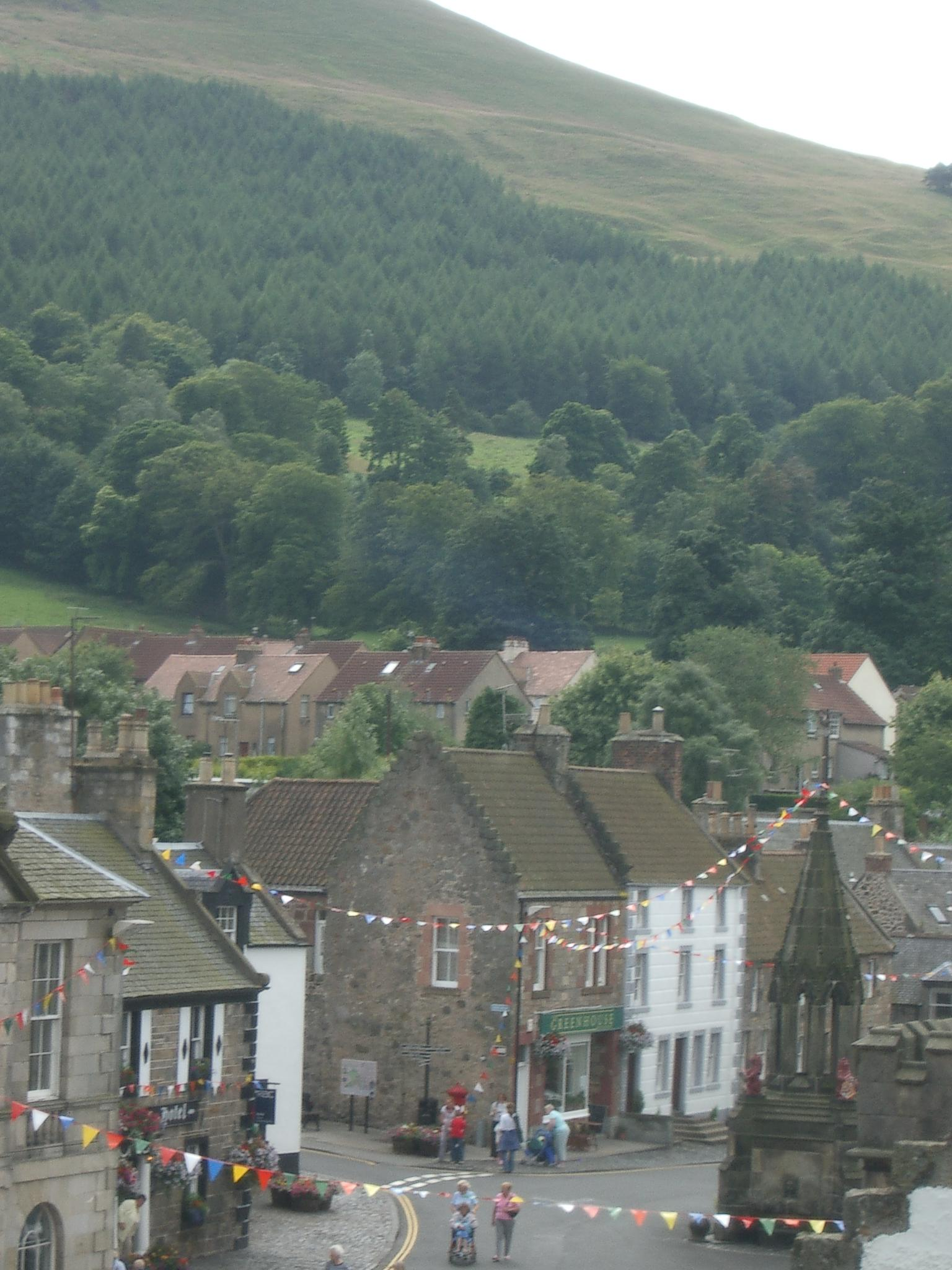
Falkland.

Mientras que las tropas de Oliver Cromwell no fueron culpables directas del daño al palacio, un incendio en 1654 destruyó su ala este. Luego de 1665 la corte nunca volvió a hospedarse en el palacio, por lo que éste y la villa circundante cayeron en decadencia. Hacia finales del siglo XIX comenzaron intensas tareas de reconstrucción y restauración. Hoy en día el palacio y sus jardines están abiertos al público.
Los telares han sido una de las industrias más importantes del lugar, especialmente desde fines del siglo XIX hasta los años setenta.
El escudo de armas de Falkland muestra un venado bajo un roble.
Otras características de la villa incluyen un antiguo mercado de caballos, un club de críquet y otro de golf.
- Datos: Q1012069
- Multimedia: Falkland, Fife / Q1012069